# Lijst van fabrieksschoorstenen in Meierijstad
Dit is een onvolledige Lijst van fabrieksschoorstenen in de gemeente Meierijstad. In deze lijst zijn zowel voormalige als nog bestaande pijpen/schoorstenen opgenomen die ooit deel uitmaakte van zuivelfabrieken, steenfabrieken e.d.
| Afbeelding | Fabrieksnaam                                                         | Plaats         | Bouw     | Sloop        | Hoogte   | Huidige status    | Extra informatie            |
| ---------- | -------------------------------------------------------------------- | -------------- | -------- | ------------ | -------- | ----------------- | --------------------------- |
|            | Bierbrouwerij de Meibloem.                                           | Erp            | 1898     | Nog bestaand | 12 meter |                   |                             |
|            | Stoomzuivelfabriek Sint Jozef                                        | Erp            | 1916     | Ca. 1955     |          | n.v.t. (gesloopt) |                             |
|            | Jansen de Wit's Kousenfabriek N.V. (Jedewe)                          | Schijndel      | 1915     | 1986         |          | n.v.t. (gesloopt) |                             |
|            | Jansen de Wit's Kousenfabriek N.V. (Jedewe)                          | Schijndel      | 1915     | 1986         |          | n.v.t. (gesloopt) |                             |
|            | Coöperatieve Stoomzuivelfabriek Sint Oda                             | Sint-Oedenrode | 1916     | Nog bestaand |          | Rijksmonument     | Ontworpen door Louis Kooken |
|            | N.V. Draadindustrie Klomp-Bueters                                    | Veghel         |          |              |          | n.v.t. (gesloopt) |                             |
|            | Centrale Coöperatieve Melkproduktiefabriek De Meijerij (DMV Campina) | Veghel         | Ca. 1928 |              |          | n.v.t. (gesloopt) |                             |
|            | CHV van de NCB                                                       | Veghel         | 1917     |              |          | n.v.t (gesloopt)  |                             |
|            | C.V. VIF Levensmiddelenfabriek Veghel (LFV)                          | Veghel         |          |              |          | n.v.t. (gesloopt) |                             |